# Donje Utore
Donje Utore falu Horvátországban Šibenik-Knin megyében. Közigazgatásilag Unešićhez tartozik.

## Fekvése
Šibeniktől légvonalban 27, közúton 35 km-re keletre, községközpontjától 5 km-re délkeletre Dalmácia középső részén a Zagorán fekszik.

## Története
A feltételezések alapján Utore azok közé a települések közé tartozik, melyek még a horvát nemzeti királyok idejében keletkeztek és ahol a horvátok ősei még együtt éltek a keleti gótokkal.  Ezt az ősi lakosságot az 1242-es tatárjárás pusztította ki. Ezt követően több hullámban főként Bosznia és Hercegovina területéről vlach lakosság települt be. 1522-ben a török a környező falvakkal együtt elfoglalta és a 17. század végéig uralma alatt maradt. A török uralom idején 1537-től a Klisszai szandzsák része volt. A település Zagora területével együtt 1684 és 1699 között a moreiai háború során szabadult fel végleg a török uralom alól. 1730-ban az akkor alapított črvljevoi plébánia része lett. 1757-ben már a nevesti plébánia részeként említik és ma is oda tartozik. A település 1797-ben a Velencei Köztársaság megszűnésével a Habsburg Birodalom része lett. 1806-ban Napóleon csapatai foglalták el és 1813-ig francia uralom alatt állt. Napóleon bukása után ismét Habsburg uralom következett, mely az első világháború végéig tartott. A falunak 1857-ben 133, 1910-ben 170 lakosa volt. Az első világháború után rövid ideig az Olasz Királyság, ezután a Szerb-Horvát-Szlovén Királyság, majd Jugoszlávia része lett. A délszláv háború során a település mindvégig horvát kézen volt. 2011-ben 16 lakosa volt, akik főként földműveléssel foglalkoztak.

## Lakosság
| Lakosság változása | Lakosság változása | Lakosság változása | Lakosság változása | Lakosság változása | Lakosság változása | Lakosság változása | Lakosság változása | Lakosság változása | Lakosság változása | Lakosság változása | Lakosság változása | Lakosság változása | Lakosság változása | Lakosság változása | Lakosság változása |
| ------------------ | ------------------ | ------------------ | ------------------ | ------------------ | ------------------ | ------------------ | ------------------ | ------------------ | ------------------ | ------------------ | ------------------ | ------------------ | ------------------ | ------------------ | ------------------ |
| 1857               | 1869               | 1880               | 1890               | 1900               | 1910               | 1921               | 1931               | 1948               | 1953               | 1961               | 1971               | 1981               | 1991               | 2001               | 2011               |
| 133                | 151                | 143                | 135                | 173                | 170                | 134                | 190                | 222                | 240                | 238                | 197                | 121                | 55                 | 37                 | 16                 |